# Выборы в Законодательное собрание Кемеровской области (2023)
Выборы депутатов Законодательного собрания Кемеровской области прошли с 8 по 10 сентября 2023 года в единый день голосования.
Выборы пройдут по смешанной избирательной системе.

## Правовая основа выборов
В соответствии с Уставом Кемеровской области Совет народных депутатов избирается сроком на пять лет и состоит из 46 депутатов, при этом:
(в ред. Закона Кемеровской области от 27.06.2011 N 78-ОЗ)
1) 23 депутата избираются по одномандатным избирательным округам, которые образуются на территории Кемеровской области, на основе средней нормы представительства избирателей, определяемой как частное от деления числа избирателей, зарегистрированных на территории Кемеровской области, на число депутатских мандатов (23);(в ред. Законов Кемеровской области от 27.06.2011 N 78-ОЗ, от 29.12.2014 N 142-ОЗ)
2) 23 депутата избираются по единому областному избирательному округу пропорционально числу голосов избирателей, поданных за единые списки кандидатов, выдвинутые избирательными объединениями.. Для попадания в парламент партиям необходимо преодолеть 5%-й барьер. При распределении мандатов внутри списка, сначала распределяются мандаты общей части списка, затем мандаты получают кандидаты от территориальных групп (расположенных в соответствующих одномандатных округах), по количеству полученных группой голосов. Срок полномочий парламента шестого созыва — пять лет.

## Обеспечение выборов
Одновременно пройдут выборы губернатора Кемеровской области, 5 горсоветов.

## Ключевые даты
- 5 июня 2018 года Совет народных депутатов Кемеровской области назначил выборы на 9 сентября 2018 года (единый день голосования)
  - 8 июня решение о назначении выборов опубликовано в СМИ.
- 13 июня избирательная комиссия утвердит календарный план мероприятий по подготовке и проведению выборов.
- с 8 июня по 3 июля — период выдвижения кандидатов и списков.
  - агитационный период начинается со дня выдвижения и заканчивается и прекращается за одни сутки до дня голосования.
- до 25 июля — период представления документов для регистрации кандидатов и областных списков.
- с 11 августа по 7 сентября — период агитации в СМИ.
- 8 сентября — дни  голосования[3].

## Участники
Официальное выдвижение:
- ЕР (имеет фракцию в облсовете), провела праймериз. Выдвинула кандидатов 9 июля. Общая часть списка(Цивилев, Сергей Евгеньевич) и территориальные группы
- КПРФ (официально выдвинут 11 июля). Общая часть списка - Мухин, Николай Павлович и территориальные группы
- Справедливая Россия (официально выдвинута 11 июля). Общая часть списка ( Скворцов, Юрий Петрович, Пронин, Владимир Григорьевич, Гончаров, Игорь Михайлович) и территориальные группы[4][5]
- Новые люди (официально выдвинут 10 июля). Общая часть списка- Клейстер, Роман Юрьевич и территориальные группы.
- ЛДПР (имеет фракцию в облсовете). Списки по многомандатному и одномандатным округам выдвинуты 4 июля. Общая часть списка ( Слуцкий, Леонид Эдуардович и Правдин, Кирилл Дмитриевич) и территориальные группы.

Кроме того заявление на регистрацию кандидатов подавали Родина (отказ в регистрации по региональному списку) и Партия социальной защиты (кандидат по одномандатному округу).
Всего выдвинуто 358 кандидатов по общерегиональному округу и 61 кандидат по одномандатным округам.
Самовыдвиженцев нет.

## Предвыборная агитация
10 августа в региональной избирательной комиссии Кемеровской области состоялась жеребьевка по итогам которой было определено время выхода агитационных материалов. 
- телеканалы: «Россия 1», «Россия 24», «Сибирь 24», «Кузбасс Первый» и «Десятка»;
- радиоканалы: «Маяк», «Вести ФМ», «Радио России» и «Кузбасс ФМ»;
- газета «Кузбасс»[6].

В округах Кемеровской области расклеены агитплакаты с кандидатами по округу.
Дебаты 16 августа 2023 года - 16 минут.
Дебаты 22 августа- 17 минут
24 августа 2023 года должны состояться дебаты кандидатов, однако они не состоялись, потому что никто не пришел. Участники заняты на других мероприятиях.

## Ход голосования
К первому дню голосования большинство избирательных участков приступило к работе за исключением одного избирательного участка в 6 округе, трёх избирательных участков в 10 округе, одного избирательного участка в 19 округе в связи с изменением границ участков.
Явка на 15:00 8 сентября — 27,61 %. На 20:00 8 сентября — 46,98 %.
Явка на 15:00 9 сентября — 60,95 %. На 20:00 9 сентября — 69,42 %.
Явка на 10:00 10 сентября — 70,96 %. На 12:00 10 сентября — 73,5 %. На 15:00 10 сентября — 76,59 %. На 18:00 10 сентября — 79 %.

## Результаты
- Единая Россия — 70 %;
- ЛДПР — 8,88 %;
- КПРФ — 8,73 %;
- Справедливая Россия — 5,19 %;
- Новые люди — 5,03 %.

избраны депутатами по единому округу
Избраны по общерегиональному округу:
КПРФ (2)
- Мухин, Николай Павлович (Общерегиональный список)
- Горшков, Алексей Витальевич (Территориальная группа )

Единая Россия (17)
- Общерегиональный	Цивилев, Сергей Евгеньевич (отказался от мандата). Мандат передан в группу 15
- 1	Алексеева, Татьяна Олеговна
- 2	Ибрагимов, Радомир Закирович
- 3	Рыбаков, Денис Валериевич (отказался от мандата) .Григорьев, Сергей Сергеевич
- 4	Борисов, Василий Викторович
- 5	Колпинский, Глеб Иванович
- 6	Сенчуров, Николай Николаевич
- 7	Кошелев, Игорь Степанович
- 8	Зауэрвайн, Лариса Теодоровна
- 10 Ильина, Надежда Викторовна
- 11 Давыдова, Ирина Владимировна
- 12 Ермакова, Валерия Игоревна
- 13 Бардокин, Ростислав Евгеньевич
- 14 Аннаев, Довран Ханмедович
- 15 Бусыгин, Сергей Юрьевич (с 12.09.2023)
- 21 Белов, Евгений Георгиевич
- 22 Редькин, Алексей Сергеевич
- 23 Леухова, Мария Геннадьевна

ЛДПР (2)
- Общерегиональный список Слуцкий, Леонид Эдуардович. Городештян, Мария Сергеевна получила мандат; Правдин, Кирилл Дмитриевич  (Общерегиональный список)

Новые люди (1)
- Общерегиональный список -Клейстер Роман Юрьевич

Справедливая Россия (1)
- Общерегиональный список -Скворцов, Юрий Петрович

### Результаты по одномандатным округам
- 1 Худяков, Михаил Валерьевич
- 2 Конышева, Лариса Владимировна
- 3 Зеленин, Алексей Анатольевич
- 4 Иванов, Андрей Викторович
- 5 Лазовская, Наталья Сергеевна
- 6 Панькова, Анастасия Юрьевна
- 7 Репина, Дарья Яковлевна
- 8 Огий, Константин Анатольевич
- 9 Перекрестова, Марина Геннадьевна
- 10 Мельник, Владимир Иванович
- 11 Доценко, Константин Анатольевич
- 12 Приезжев, Николай Сергеевич
- 13 Галкин, Леонид Андреевич
- 14 Цвенгер, Кирилл Дмитриевич
- 15 Филимонов, Алексей Леонидович
- 16 Янькин, Дмитрий Валерьевич
- 17 Иванова, Наталья Демьяновна
- 18 Варфоломеев, Никита Александрович
- 19 Ермаков, Кирилл Юрьевич
- 20 Эйрих, Андрей Александрович
- 21 Денякин, Андрей Анатольевич
- 22 Замышляев, Сергей Михайлович
- 23 Козлов, Дмитрий Михайлович

## Последствия
11 сентября итоги выборов были подведены и 13 сентября новый созыв начинал свою работу.